# Bồ câu lam Mauritius
Bồ câu lam Mauritius (danh pháp hai phần: Alectroenas nitidissima) là một loài bồ câu lục đã tuyệt chủng và đã là loài đặc hữu của đảo Mascarene của Mauritius trong Ấn Độ Dương phía đông Madagascar. Nó cũng có hai loài bà con đã tuyệt chủng từ Mascarenes và ba loài còn sống từ các đảo khác.

## Mô tả
Nó có vòng lông vũ dài màu trắng viền quanh đầu, cổ và ngực và bộ lông màu xanh lục trên cơ thể, và lông màu đỏ trên đuôi và các bộ phận đầu trần. Người ta cho rằng những màu sắc này tương tự như kiểu màu của quốc kỳ Hà Lan, một sự giống nhau trong một số tên của loài chim. Nó dài 30 cm (12 in) và lớn hơn và mạnh mẽ hơn bất kỳ loài chim bồ câu màu xanh khác. Loài chim này ăn trái cây, các loại hạt, và động vật thân mềm, và đã từng phổ biến rộng rãi trong các khu rừng của Mauritius.
Loài chim này đã được đề cập lần đầu tiên vào thế kỷ 17 và được mô tả nhiều lần sau đó, nhưng ít tài liệu mô tả hành vi của các mẫu vật sống. Một số chim nhồi bông và ít nhất một mẫu vật sống đến châu Âu vào những năm 1700 và năm 1800. Chỉ có 3 mẫu vật nhồi bông tồn tại ngày nay, và chỉ một con chim đã từng được mô tả khi còn sống. Loài này được cho là đã tuyệt chủng trong những năm 1830 do nạn phá rừng và bị săn mồi.

## Hình ảnh

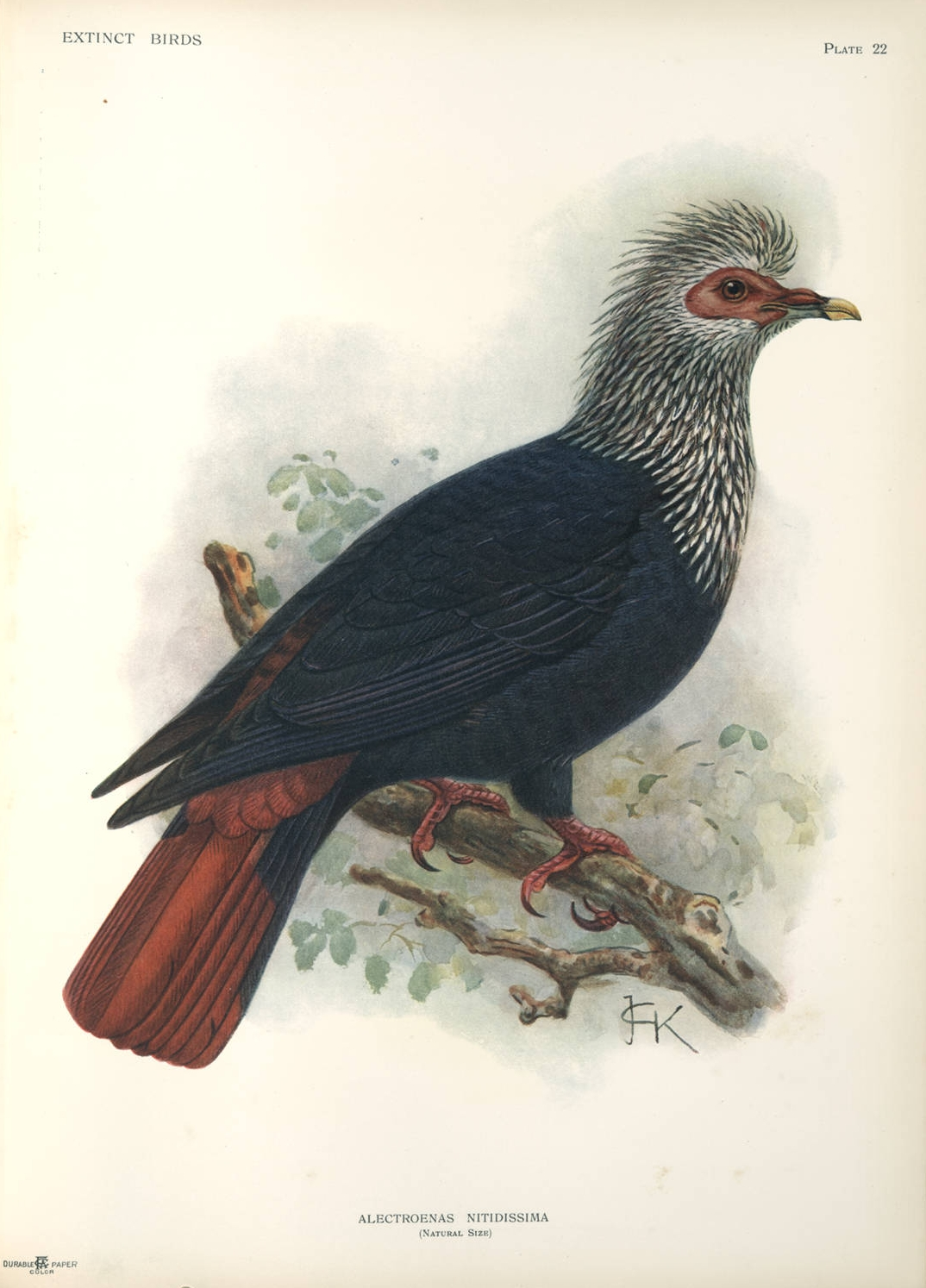
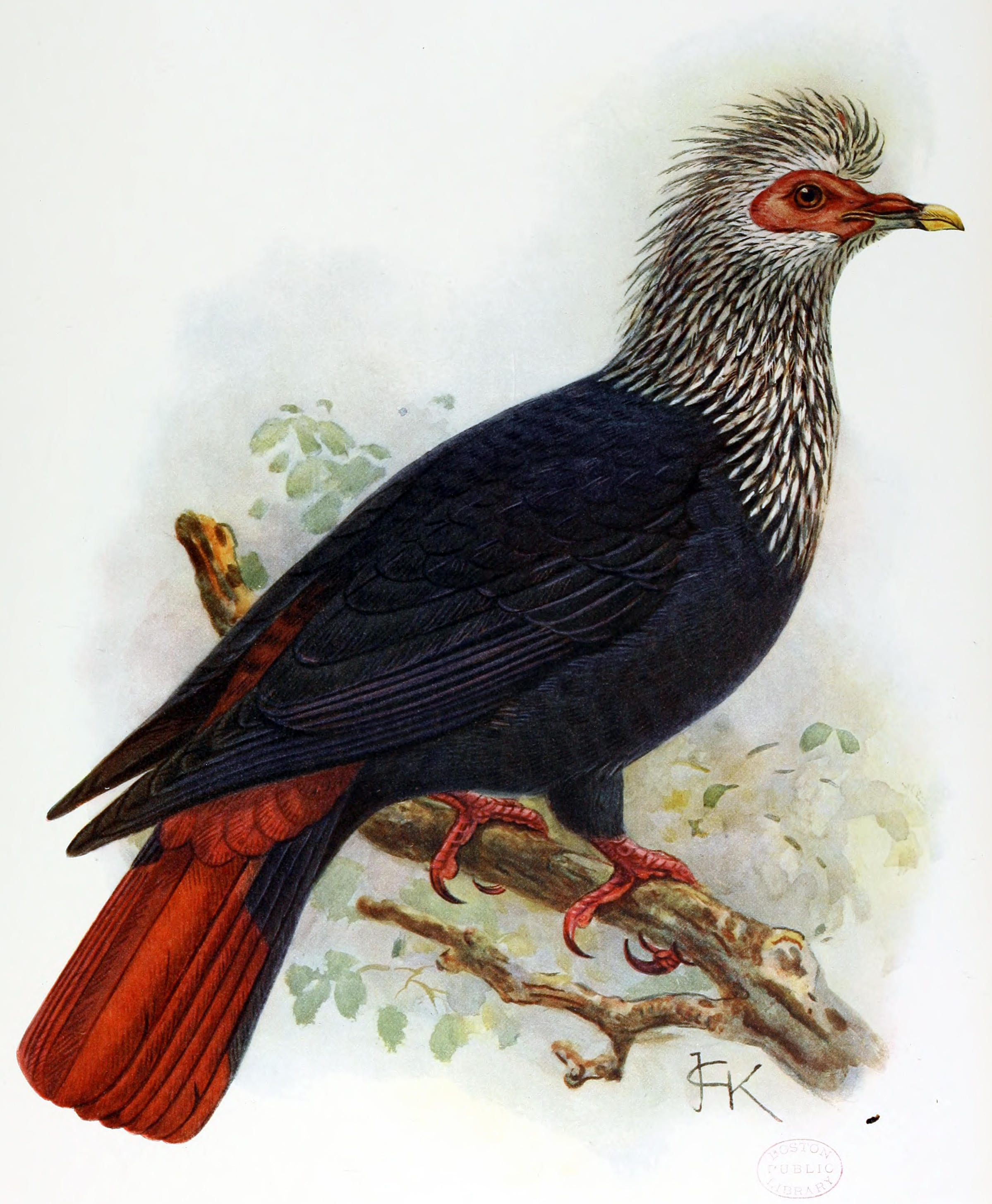
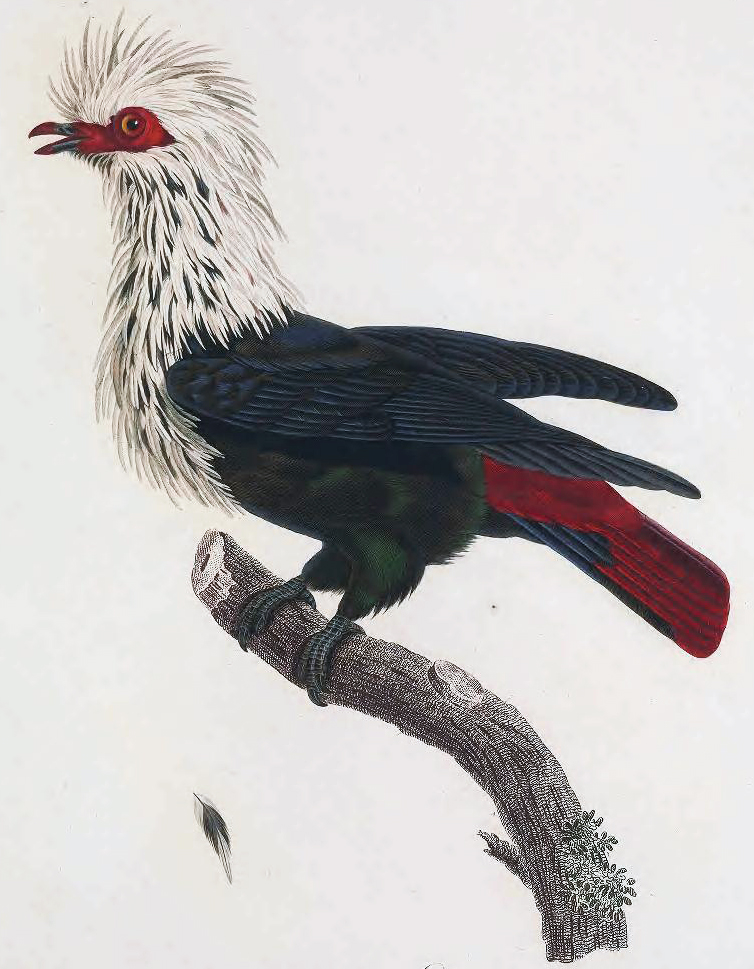
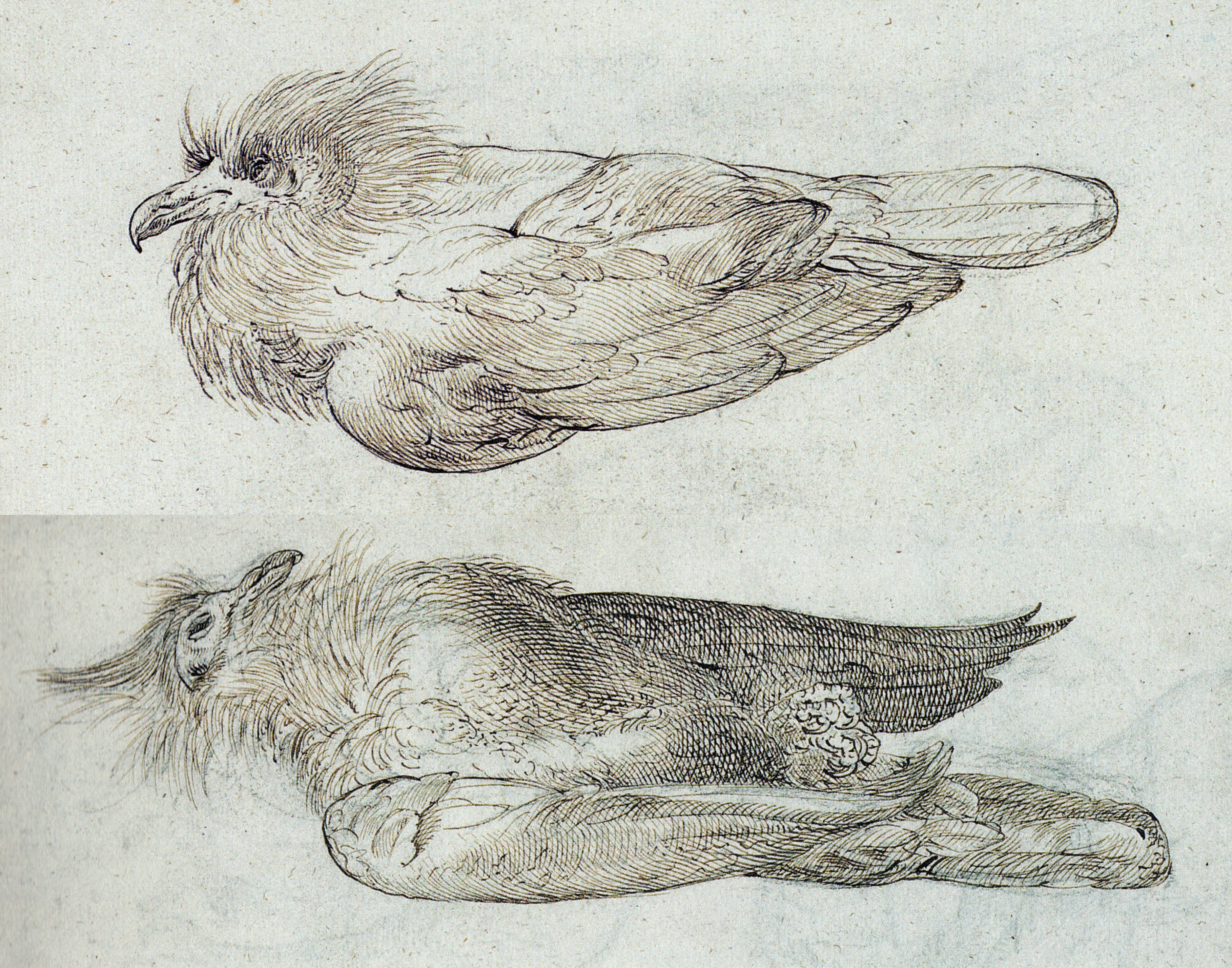
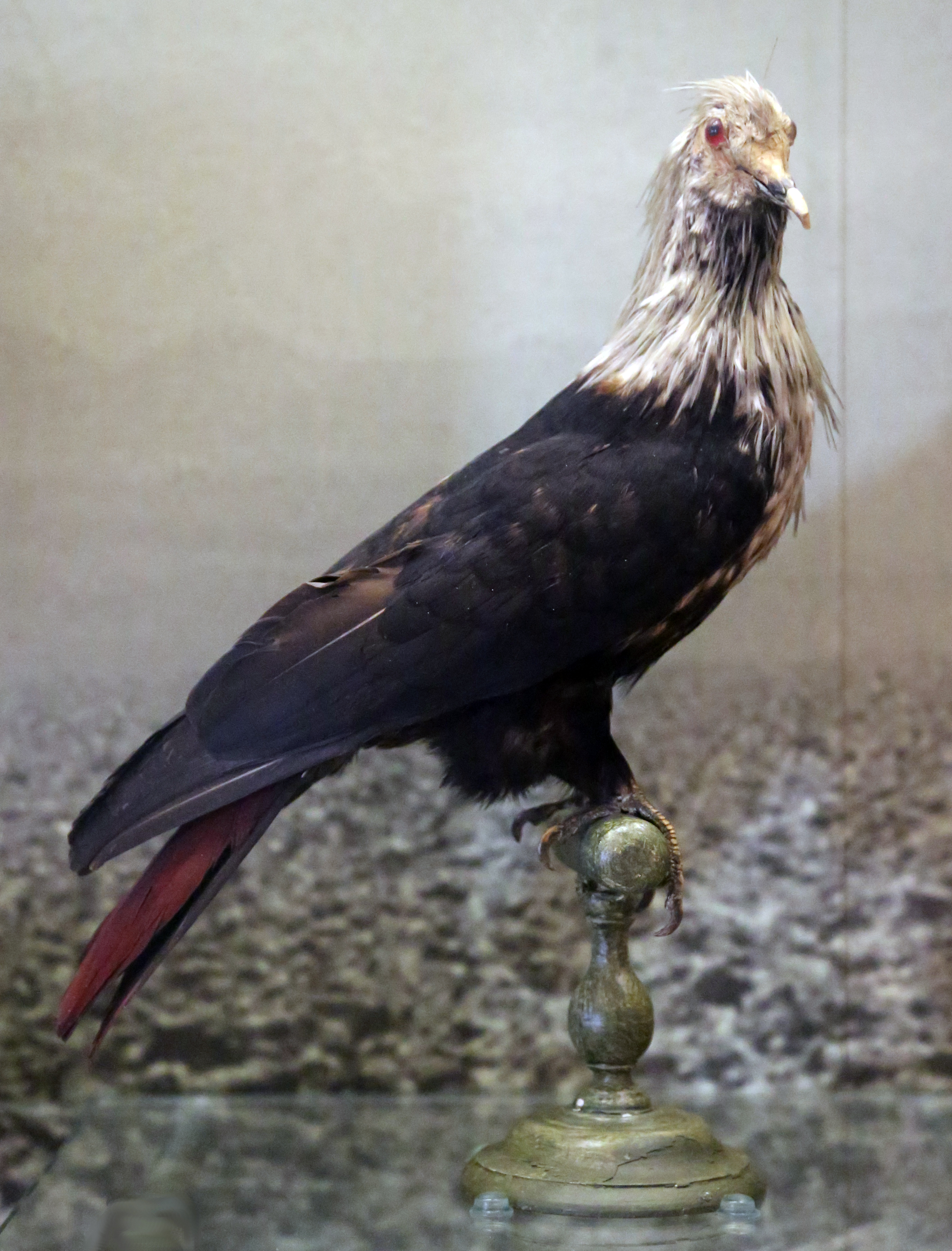
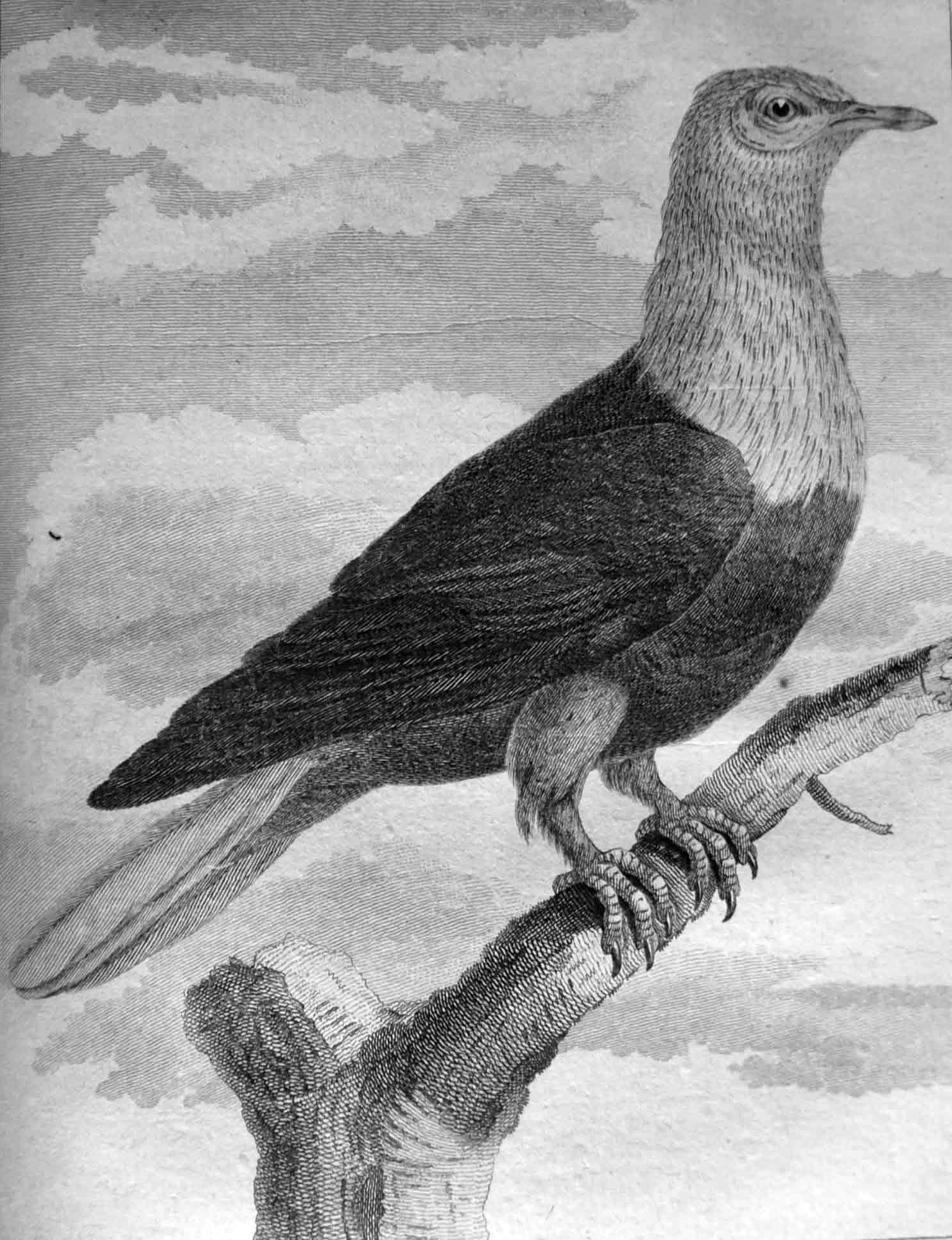